# Gerontofilie
Gerontofilie is een seksuele voorkeur van een relatief jong persoon voor ouderen en bejaarden.
Het fenomeen wordt weinig beschreven, hoewel binnen relaties grote leeftijdsverschillen kunnen voorkomen. Deze baseren zich echter meestal op andere factoren: het zoeken van een vader- of moederfiguur, status en aanzien (de beroemde filmster met een 'jong ding'), een platonische relatie gebaseerd op geborgenheid, of financiële afhankelijkheid en hebzucht (erfenis).
De aantrekkingskracht die ouderen op de gerontofiel hebben, is puur een seksuele, gebaseerd op het 'oud-zijn'. De wetenschap heeft nog geen antwoord op de reden van deze seksuele belangstelling, noch op eventuele aantallen gerontofielen. Het bestaan van pornowebsites en -literatuur waarin oudere heren en dames voorkomen, doet vermoeden dat de wereldbevolking toch een aanzienlijk aantal gerontofielen of mensen met gerontofiele gevoelens herbergt.